# ویلیام وی. رانوس
ویلیام وی. رانوس (انگلیسی: William V. Ranous; ۱۲ مارس ۱۸۵۷ – ۱ آوریل ۱۹۱۵) هنرپیشه، کارگردان فیلم اهل ایالات متحده آمریکا بود.
از فیلم‌ها یا برنامه‌های تلویزیونی که وی در آن نقش داشته‌است می‌توان به مکبث، رومئو و ژولیت، رؤیای شب نیمه تابستان، بینوایان، و آنتونیوس و کلئوپاترا اشاره کرد.